# Philippe Foriel-Destezet
Philippe Foriel-Destezet (Lione, 12 settembre 1958 – Créteil, 27 giugno 2021) è stato un imprenditore francese.
È un uomo d'affari e miliardario francese. Possiede il 5,5% dell'agenzia di collocamento svizzera Adecco, nonché una partecipazione significativa in AKILA Finances.

## Biografia
Si è laureato all'HEC Paris nel 1958.
Ha fondato l'agenzia per il lavoro Ecco nel 1964. Insieme a Klaus Jacobs ha contribuito a completare la fusione di Ecco con Adia Intérim per creare Adecco nel 1996. È membro dei consigli di amministrazione di Adecco, AKILA Finance SA e Securitas.
Lascia la copresidenza di Adecco nel 2005, e ne diventa presidente onorario nel 2006.
Nel 2016 è stato citato nel caso Panama Papers. Dal 1994 è azionista di diverse società nelle Isole Vergini britanniche e a Panama, a proprio nome o tramite Akila, la sua holding lussemburghese. È uno dei cinque grandi patrimoni francesi citati che non hanno voluto spiegare al quotidiano Le Monde le motivazioni del loro insediamento offshore in questi paradisi fiscali.
Nel 2018, il suo patrimonio è stato stimato in 2 miliardi di euro, diventando così il 23esimo patrimonio francese secondo la rivista Forbes.
Nel 2020, il suo patrimonio professionale noto è di 460 milioni di euro, che lo colloca al 185esimo patrimonio francese secondo Challenges, grazie alla sua partecipazione del 4,8% in Adecco. Forbes gli attribuisce 2,8 miliardi di dollari alla fine di settembre 2020.
Sposato con quattro figli, viveva a Londra. Sua figlia Alix Foriel-Destezet, giornalista, è sposata con l'imprenditore ed editorialista francese Mathieu Laine.